# Indústria automotiva no Japão

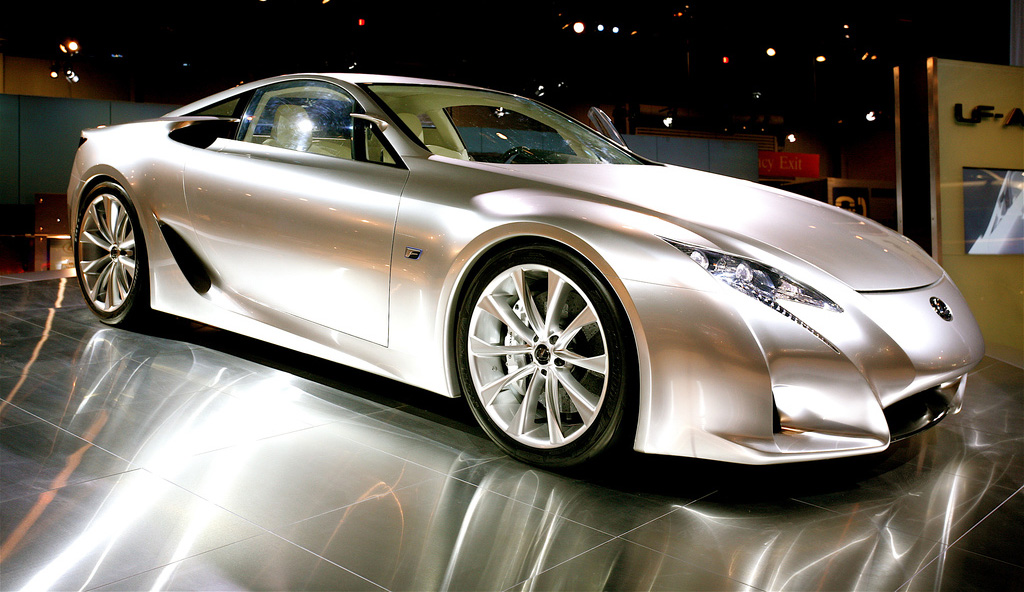
Um carro conceito da Lexus

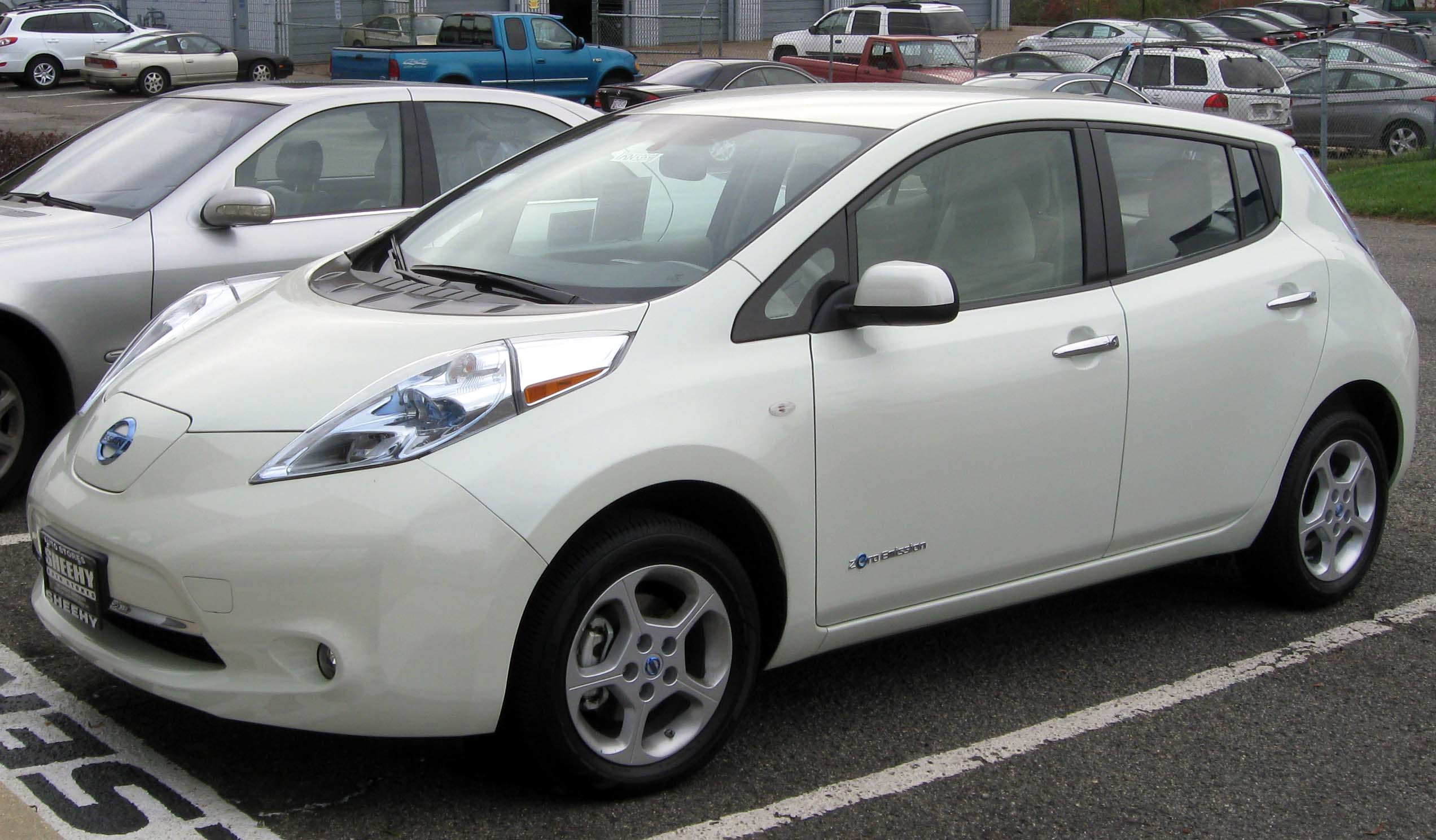
Nissan Leaf, Carro Mundial do Ano de 2011

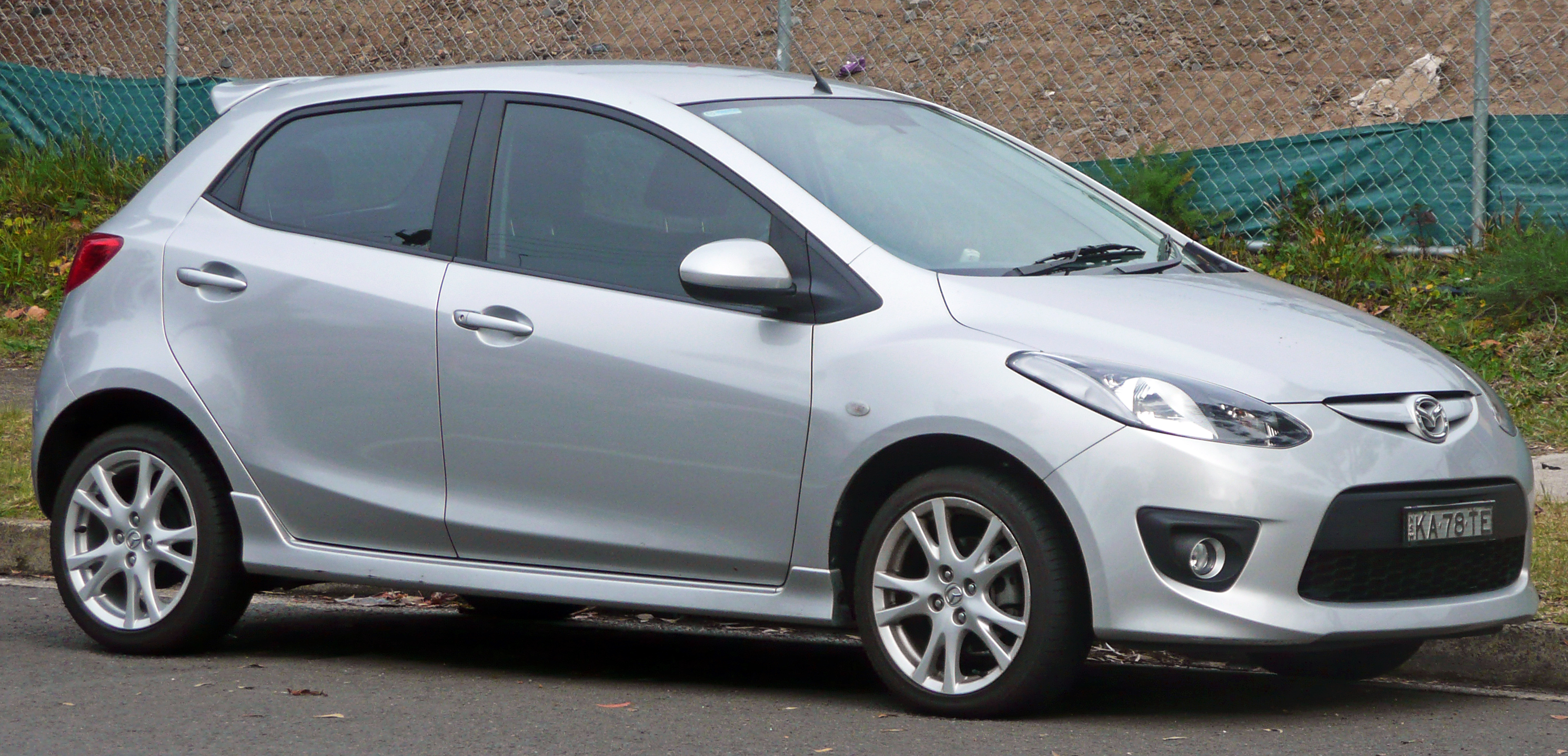
Mazda2 Demio DE, Carro Mundial do Ano de 2008

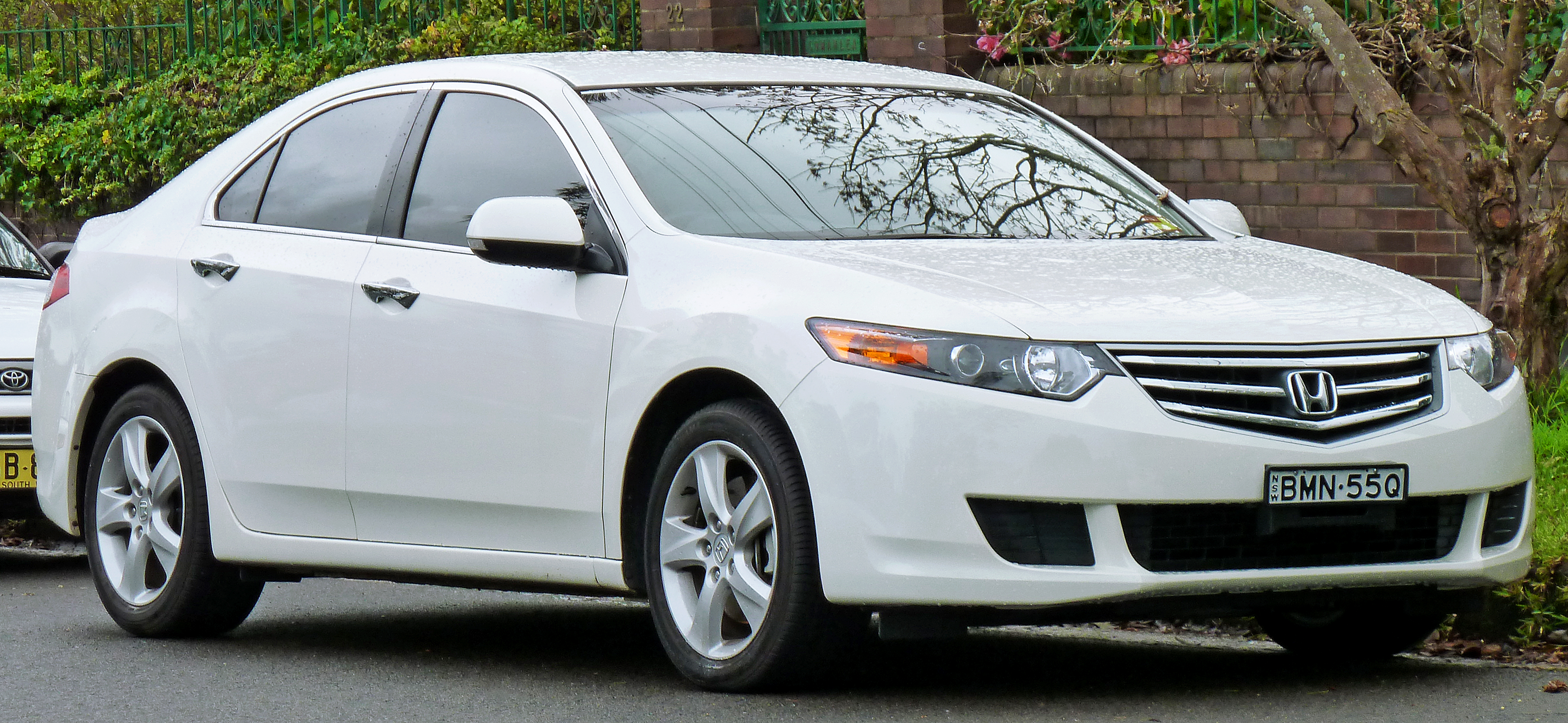
Honda Accord sedan, Carro Internacional do Ano de 2008

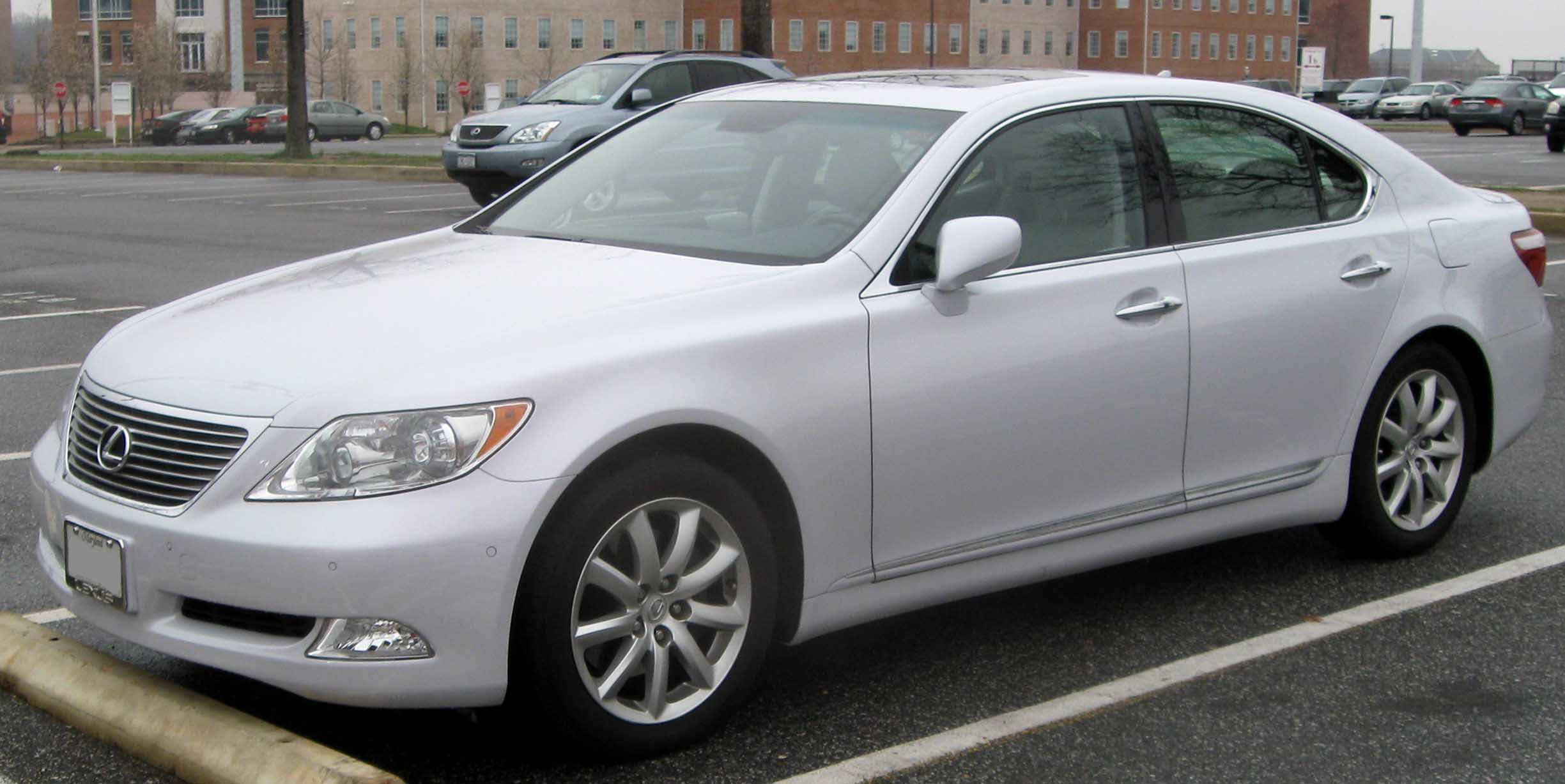
Lexus LS 460, Carro Mundial do Ano e Carro Internacional do Ano de 2007

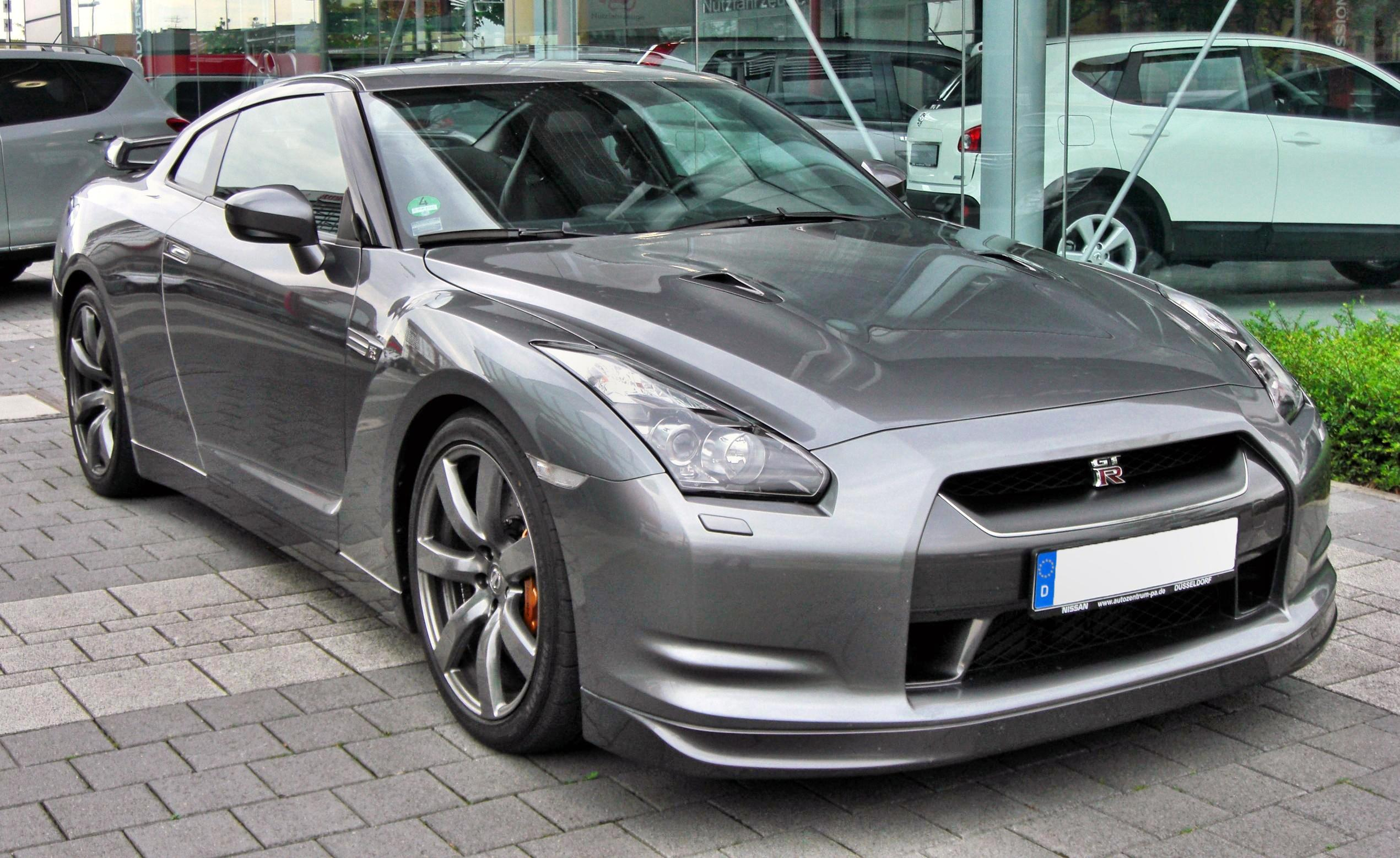
Nissan GT-R, Carro Internacional do Ano de 2007

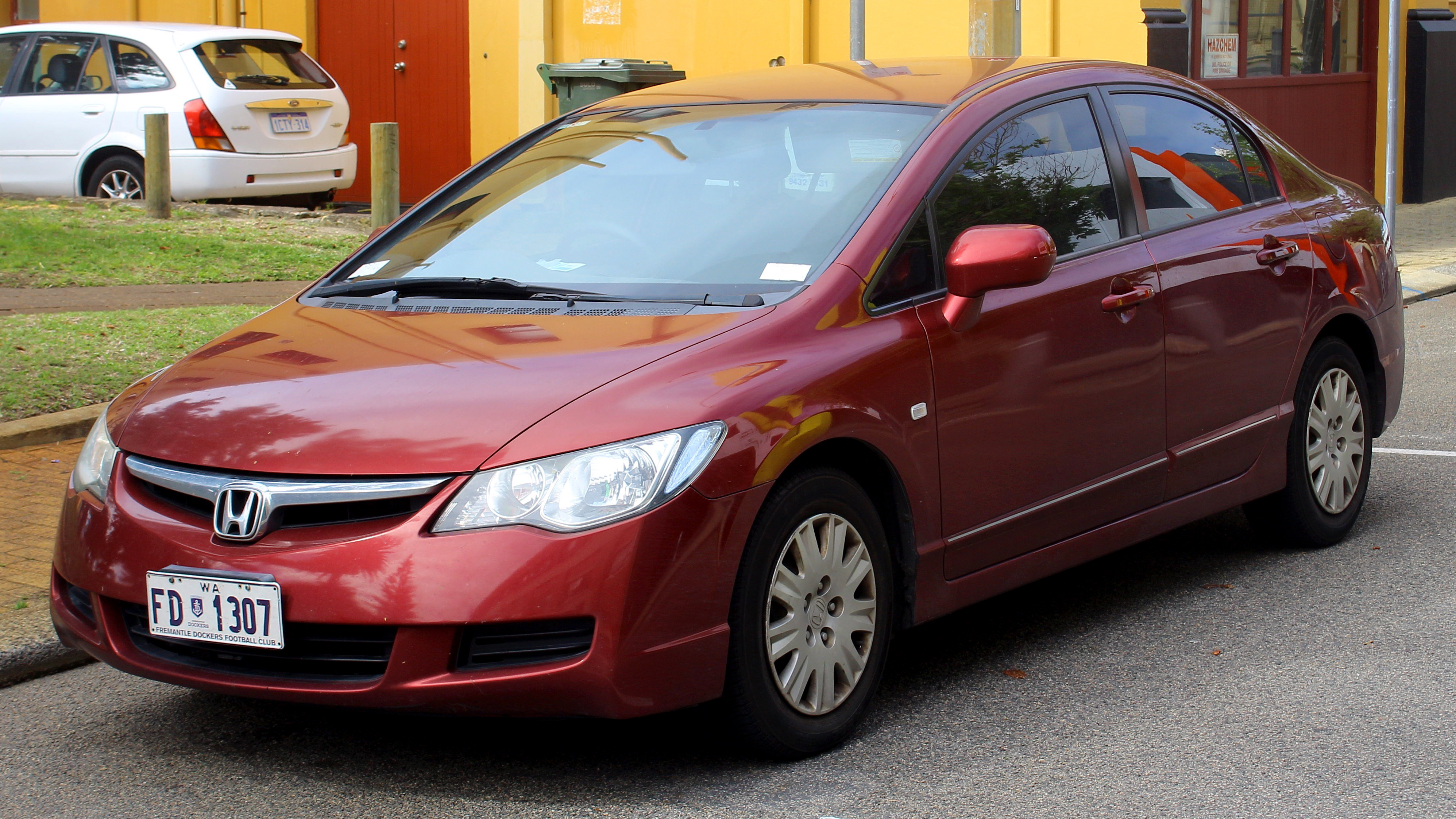
Honda Civic EX, Carro Internacional do Ano de 2005

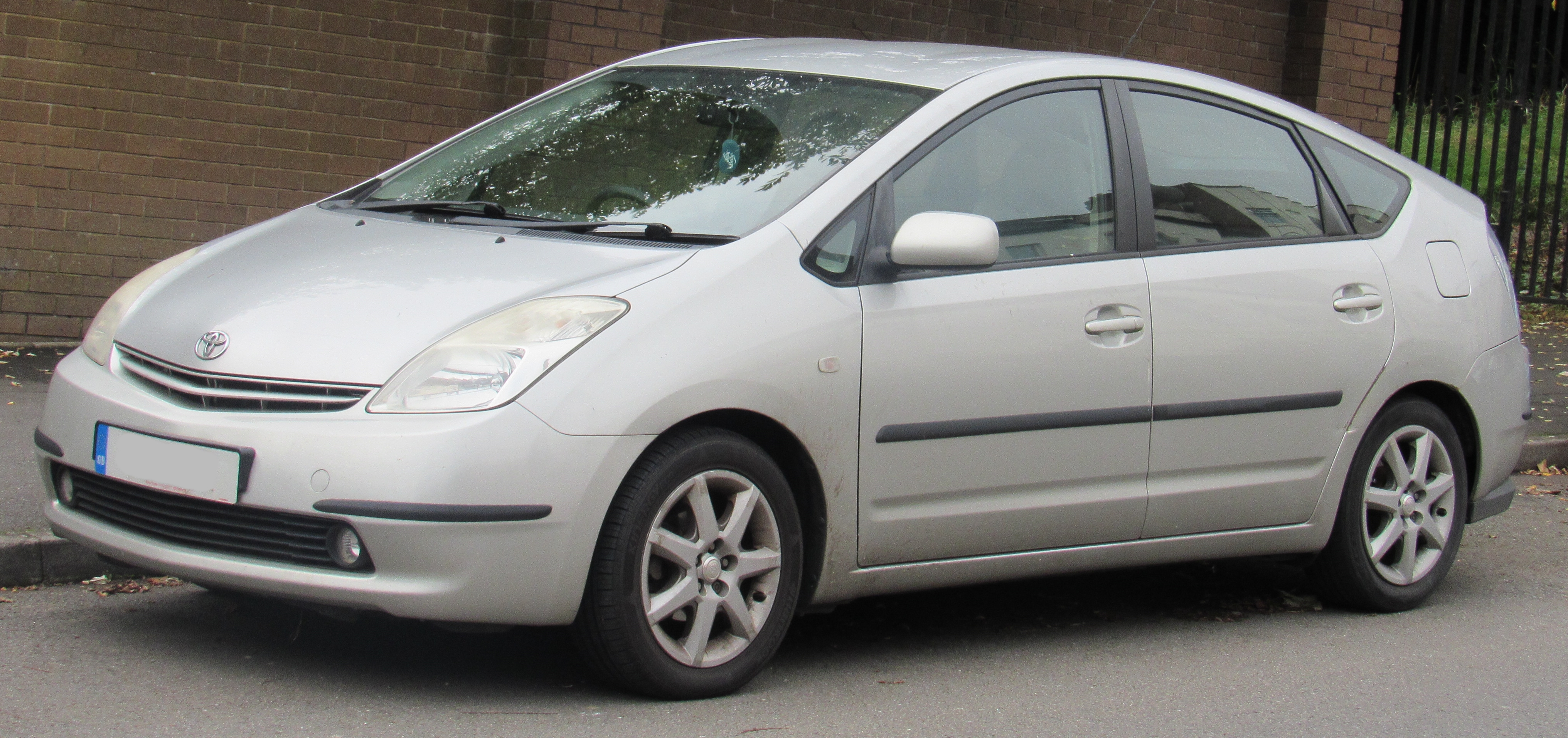
Toyota Prius, Carro do Ano de 2005 e primeiro e mais vendido veículo híbrido

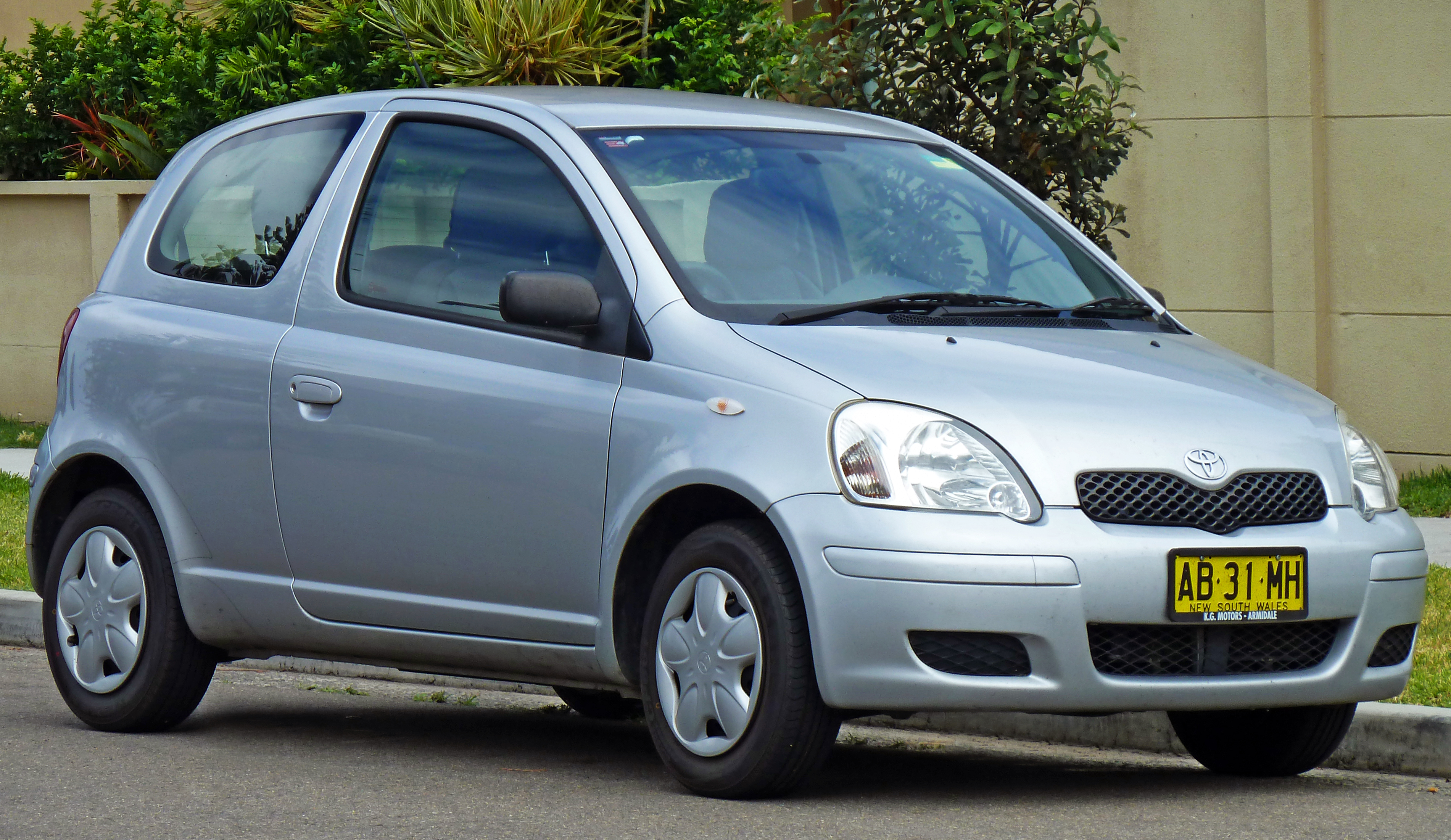
Toyota Yaris, Carro do Ano de 2000

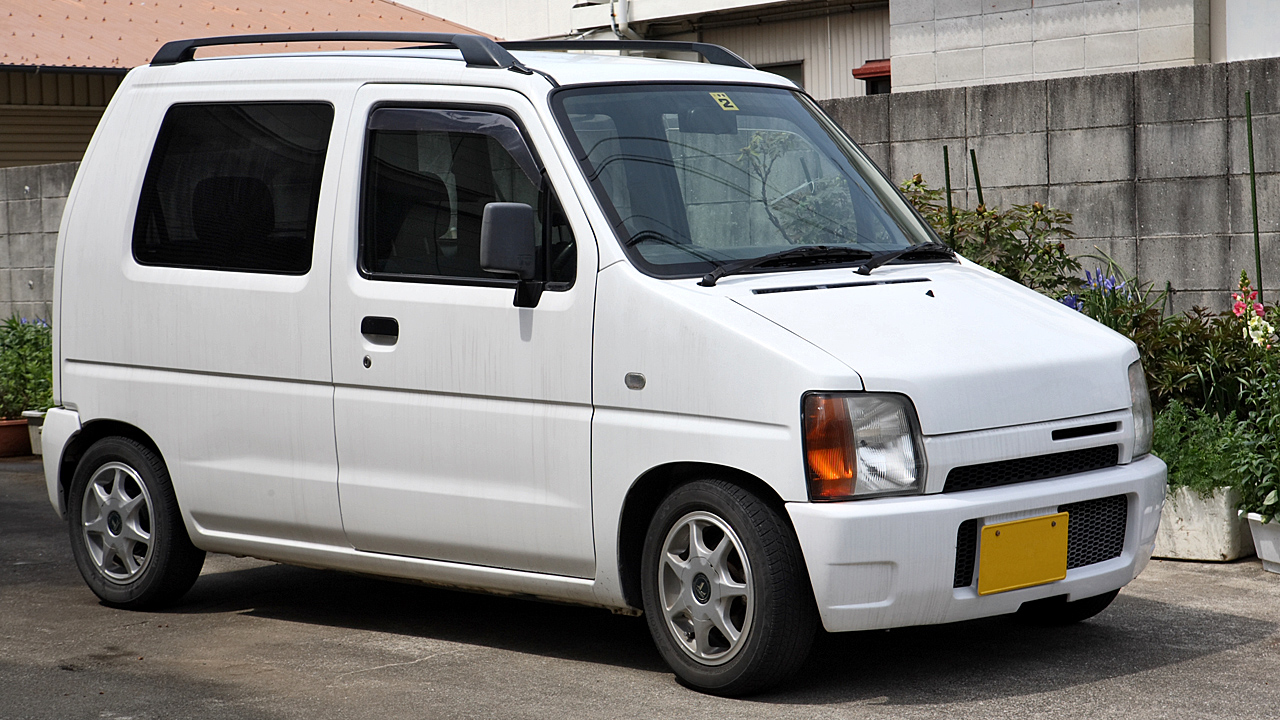
First Suzuki Wagon R, kei car mais vendido do Japão em 1993

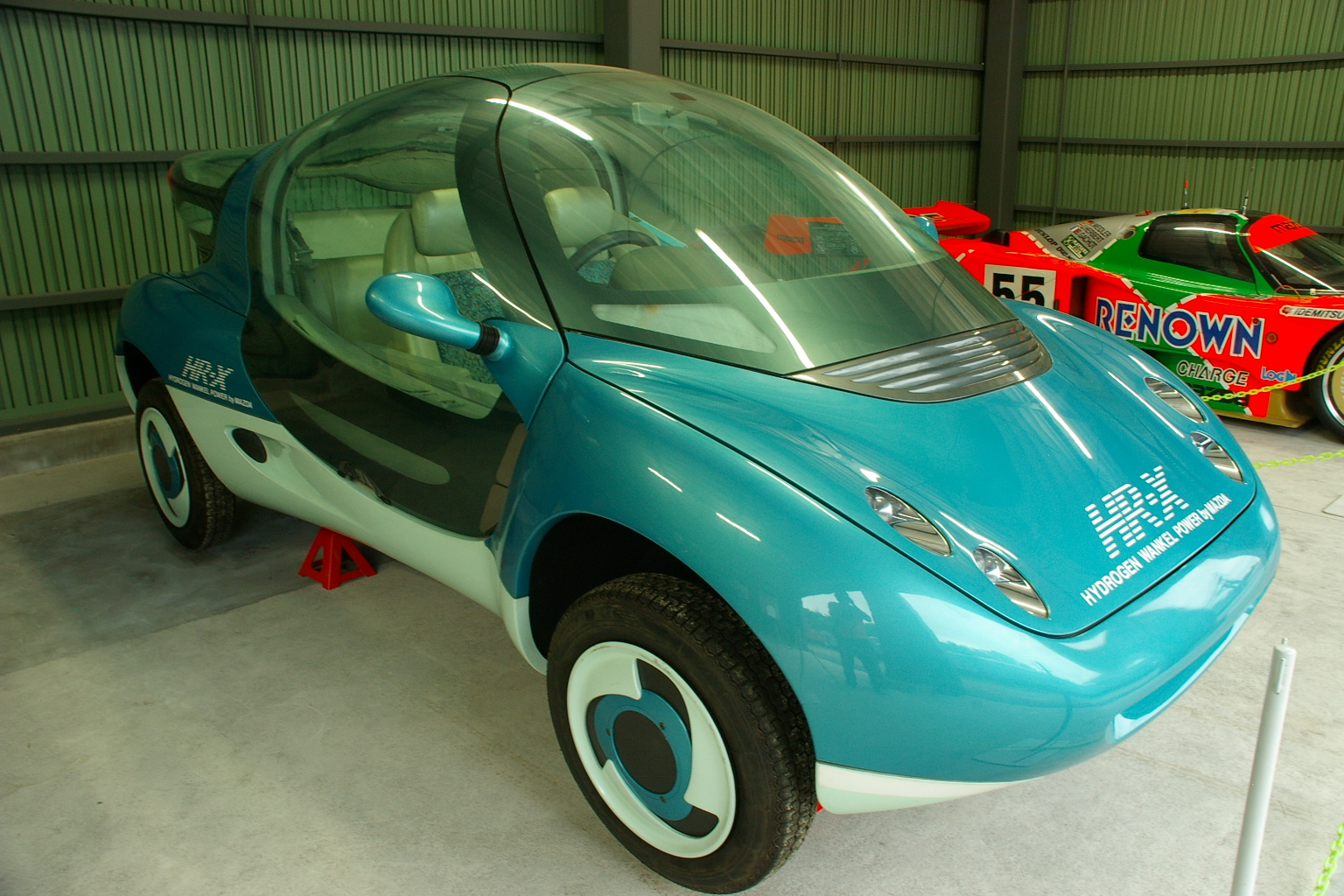
Mazda HR-X, 1991, um dos primeiros carros a hidrogênio

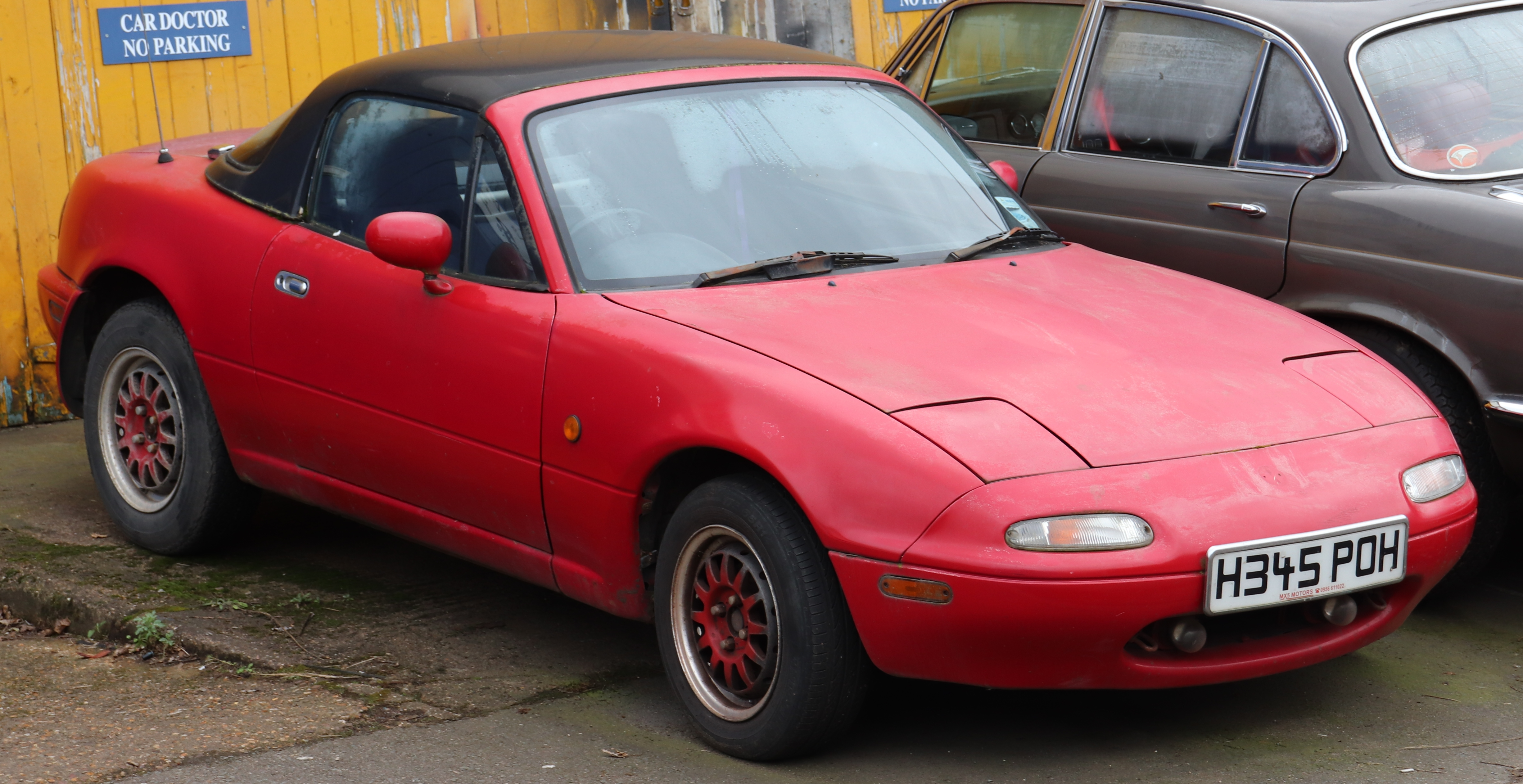
Primeiro Mazda MX-5, 1989

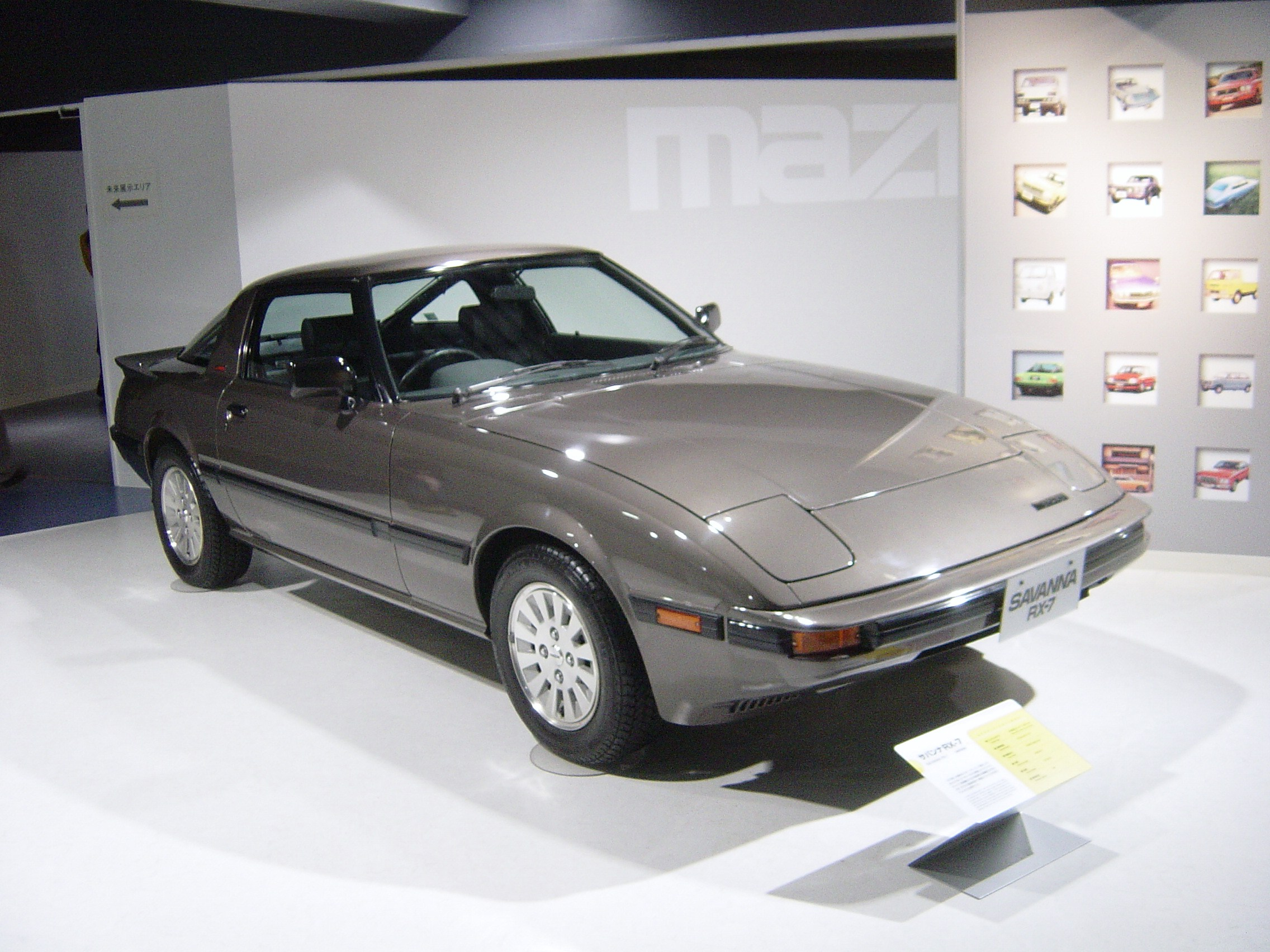
Mazda RX-7, 1978

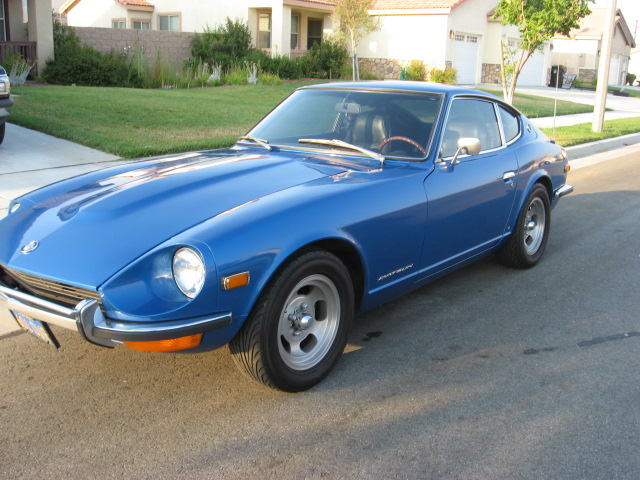
Primeiro Datsun/Nissan Z-car, 1969

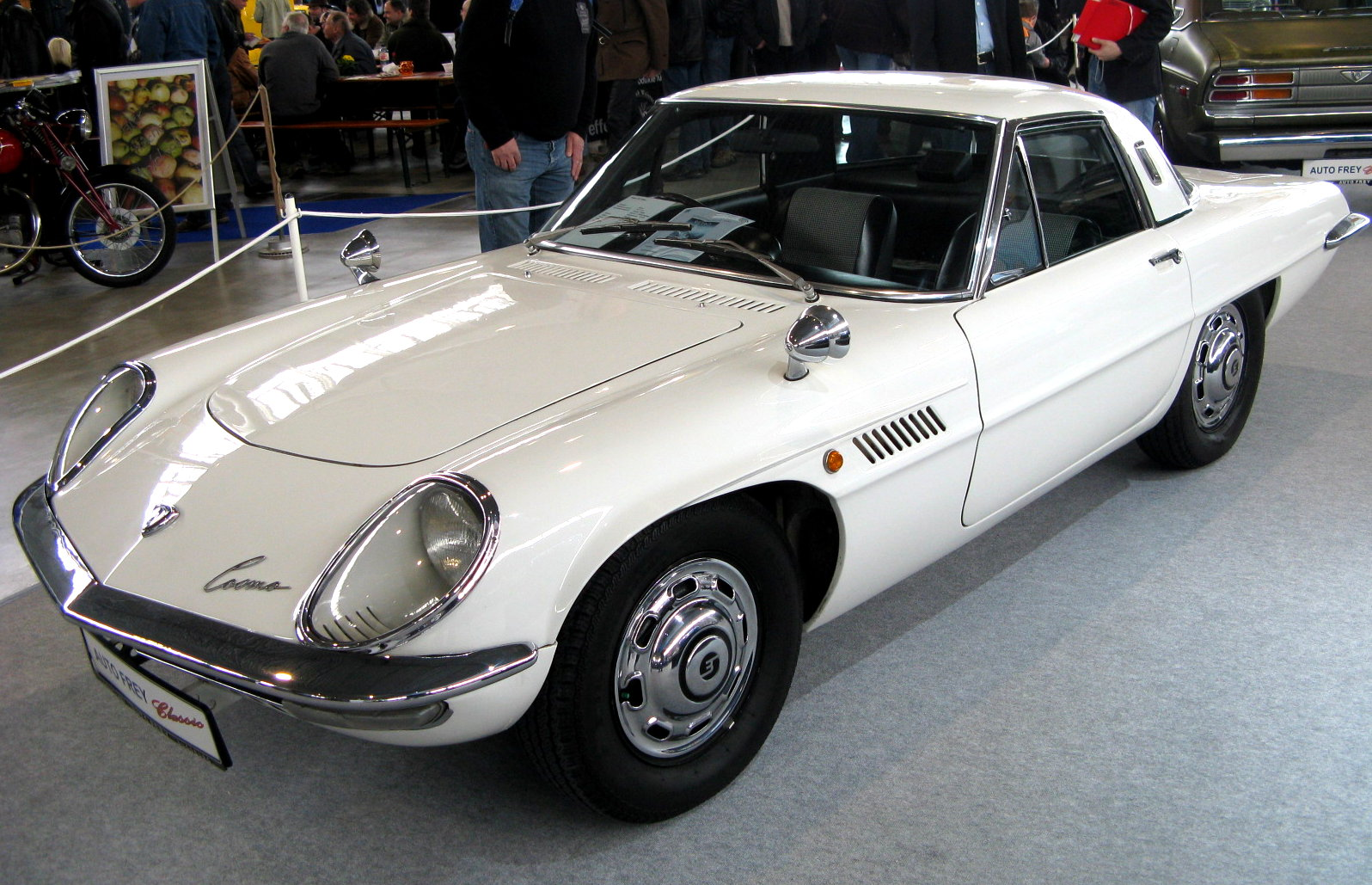
Mazda Cosmo 110S, 1967

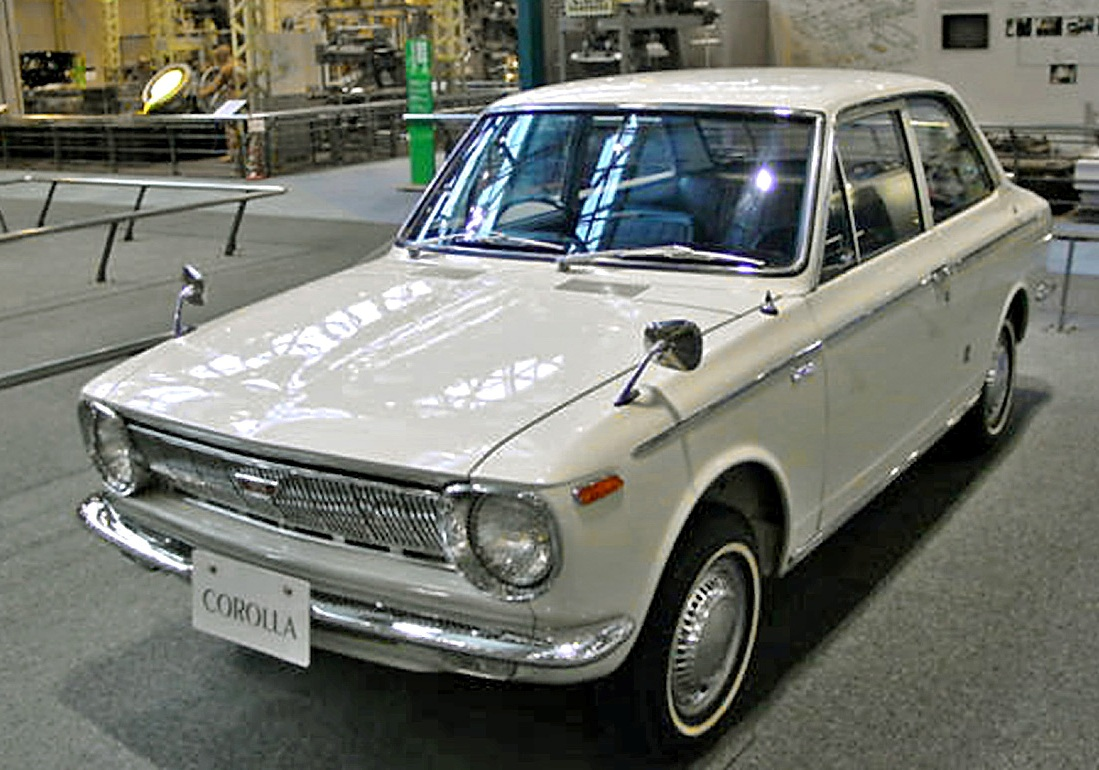
Primeiro Toyota Corolla, 1966, modelo de carro mais vendido de todos os tempos

A indústria automobilística do Japão é uma das maiores indústrias do mundo. O Japão esteve entre os três países com maior produção de carros desde a década de 1960, ultrapassando a Alemanha. A indústria automotiva no Japão cresceu rapidamente da década de 1970 até a década de 1990 (quando ela visava tanto o mercado doméstico quanto as exportações), sendo que na década de 1980 e 1990 o país ultrapassou os Estados Unidos com uma produção de até 13 milhões de carros por anos fabricados. Após a entrada de fabricantes chineses na década de 2000 e as flutuações econômicas dos Estados Unidos, o Japão figurou como terceiro maior produtor automotivo no mundo com uma produção anual de 9,9 milhões de automóveis em 2012. Os investimentos japoneses ajudaram a desenvolver a indústria em muitos países nas últimas décadas.
Os zaibatsu japoneses (conglomerados empresariais) começaram a construir seus primeiros automóveis na segunda metade da década de 1910. As empresas entraram no mercado projetando seus próprios caminhões (o mercado para veículos de passageiro no Japão na época era pequeno) ou firmando parcerias com marcas europeias para produzir e vender seus carros no Japão. Entre os exemplos disso, estão a parceria da Isuzu com a Wolseley Motors (do Reino Unido), e o Mitsubishi Model A, que foi baseado no Fiat Tipo 3. A demanda interna por caminhões cresceu em grande devido aos militares japoneses antes da Segunda Guerra Mundial, levando muitos produtores japoneses saírem da zona de conforto e projetar seus próprios veículos. Na década de 1970, o Japão foi o pioneiro na fabricação robótica de veículos.
O país abriga um grande número de empresas que produzem carros, veículos de construção, motocicletas e motores. Os fabricantes automotores japoneses incluíam a Toyota, Honda, Daihatsu, Nissan, Suzuki, Mazda, Mitsubishi, Subaru, Isuzu, Kawasaki, Yamaha,  Mitsuoka, Acura, Infiniti e Lexus.
Os carros projetados no Japão ganharam os prêmios Carro do Ano, Carro Internacional do Ano e Carro Mundial do Ano por muitas vezes.

## História

### Primeiros anos
Em 1904, Torao Yamaha produziu o primeiro ônibus produzido nacionalmente, que era alimentado por um motor a vapor. Em 1907, Komanosuke Uchiyama produziu o Takuri, o primeiro carro inteiramente japonês com motor a gasolina. A Kunisue construiu seu primeiro carro em 1910, e no ano seguinte fabricou o modelo Tokyo em cooperação com a Tokyo Motor. Em 1911, a Kwaishinsha foi fundada e mais tarde começou a fabricar um carro chamado DAT. Em 1920, a Jitsuyo Jidosha Seizo, fundada por William R. Gorham, começou a construir o modelo Gorham e mais tarde o Lila. A empresa fundiu-se com a Kwaishinsha em 1926 para formar a DAT Automobile Manufacturing (que mais tarde se transformou na Nissan]]). De 1924 a 1927, a Hakuyosha construiu o modelo Otomo. A Toyota, uma manufatureira têxtil, começou a construir carros em 1936. A maior parte dos primeiros veículos, no entanto, eram caminhões produzidos com subsídio militar.
Os carros construídos no Japão antes da Segunda Guerra Mundial eram em sua maioria baseados em modelos europeus ou americanos. O Mitsubishi Modelo A de 1917 foi baseado no projeto do A3-3 da Fiat (Este modelo era considerado o primeiro carro produzido em massa no Japão, com 22 unidades produzidas). Na década de 1930, os carros da Nissan eram baseados nos projetos do Austin 7 e Graham-Paige, enquanto o modelo Toyota AA era baseado no Chrysler Airflow. A Ohta Jidosha construiu carros na década de 1930 baseados em modelos da Ford, enquanto a Chiyoda construiu um carro parecido com um Pontiac 1935 e a Sumida construiu um carro semelhante ao LaSalle.
A Ford do Japão foi fundada em 1925 e uma fábrica foi montada em Yokohama. A General Motors estabeleceu suas operações em Osaka em 1927. A Chrysler também veio ao Japão e montou a Kyoritsu Motors. Entre 1925 e 1936, as subsidiárias japonesas das três grandes montadoras dos Estados Unidos (General Motors, Ford e Chrysler) produziram um total de 208 967 veículos, em comparação com os produtores nacionais, com um total de 12 127. Em 1936, o governo japonês aprovou a Lei da Indústria Manufatureira de Automóveis, que pretendia promover a indústria automotiva nacional e reduzir a competição estrangeira. Ironicamente, isto parou a criação de uma nova planta da Ford em Yokohama,que tinha como modelo a Ford Dagenham da Inglaterra e pretendia servir ao mercado asiático, que tinha o Japão como seu principal exportador. Ao invés disso, em 1939, as fabricantes estrangeiras foram forçadas a sair do Japão. A produção de veículos passou a focar na produção de caminhóes no final da década de 1930 devido à Segunda Guerra Sino-Japonesa.
Na primeira década depois da Segunda Guerra Mundial a produção automotiva foi limitada, e até 1966 a maior parte da produção consistia de caminhões (incluindo veículos de três eixos). Posteriormente, os veículos de passageiro dominaram o mercado. Os projetos dos carros japoneses também continuaram a imitar ou ser derivados de projetos europeus e americanos. As exportações foram muito reduzidas na década de 1950, somando apenas 3,1% da produção total de carros de passageiros na década.

### A partir da década de 1960
Durante a década de 1960, os fabricantes japoneses lançaram uma série de novos kei cars no mercado interno. Scooters e motocicletas permaneceram dominantes, com vendas de 1,47 milhões em 1960 contra meros 36 mil kei cars.Esses automóveis pequenos geralmente contavam com motores muito pequenos (abaixo de 360cc, mas algumas vezes com motores de até 600cc para exportação) para manter os impostos muito menores que os dos carros maiores. A pessoa média no Japão então poderia comprar um automóvel, o que elevou as vendas dramaticamente e iniciou um novo momento para indústria. O primeiro modelo da nova era, lançado em 1958, foi o Subaru 360. Outros modelos importantes foram o Suzuki Fronte, Mitsubishi Minica, Mazda Carol e Honda N360.
Os keis tinham um motor minimalista, no entanto, pequeno demais para a maioria dos carros de família. O segmento de carro econômico mais popular na década de 1960 era a classe de 700-800 cc, representado pelo Toyota Publica, Mitsubishi Colt 800 e a Mazda Familia original. No final da década, no entanto, esses carros foram substituídos por carros de um litro com motores de quatro cilindros, uma tendência que foi lançada pelo Sunny de 1966. Toda as outras fabricantes rapidamente seguiram o modelo, exceto a Toyota, que equipou seu Corolla com um motor de 1,1 litro – as 100 cc extras foram muito elogiadas durante o período de propaganda. Esses pequenos carros de família tomaram uma participação cada vez maior do mercado em expansão.

#### Expansão das exportações
As exportações de carros de passageiros aumentaram consideravelmente em comparação com as décadas anteriores, e representavam até 17% da produção total. No entanto, isto ainda era apenas o começo. A demanda interna em rápido crescimento e a expansão das empresas automoras japonesas nos mercados estrangeiros na década de 1970 aceleraram ainda mais o crescimento. Os efeitos do Embargo Árabe do Petróleo junto com a taxa de câmbio do iene em relação ao dólar americano, libra esterlina e marco alemão aceleraram as exportações de veículos. As exportações de carros de passageiros subiram de 100 000 em 1965 para 1 827 000 em 1975. A produção automotiva no Japão continuou a aumentar rapidamente após a década de 1970, com a Mitsubishi (representada pela Dodge) e a Honda começando a vender seus veículos nos Estados Unidos. Outras marcas também vieram para a América e outros países durante a década de 1970, e, na década de 1980, as fabricantes japonesas estavam ganhando uma grande fatia nos mercados dos Estados Unidos e do mundo.
Os carros japoneses tornaram-se populares entre os consumidores britânicos no início da década de 1970, com carros da Nissan Datsun ( a marca da Nissan não foi usada em modelos britânicos registrados até 1983) provando-se especialmente populares e ganhando uma reputação na Grã-Bretanha por sua confiabilidade e baixos custos de manutenção, apesar da ferrugem ser um grande problema. Na década de 1960, os fabricantes japoneses começaram a competir no mercado interno, modelo a modelo. Isto é exemplificado pela "CB-war" entre o Toyota Corona e o Nissan Bluebird. Embora no início isto levou a benefícios para os consumidores, logo os gastos com P&D cresceram. No final da década de 1980 e início da década de 1990, os fabricantes automotores japoneses entraram em uma fase de "hiperdesign" e "hiper-equipamento"; uma corrida levando a produtos menos competitivos mas produzidos de uma maneira altamente eficiente.

#### Líder mundial
Com os fabricantes japoneses produzindo carros populares, confiáveis e acessíveis durante a década de 1990, o Japão tornou-se o maior produtor de carros no mundo em 2000. No entanto, sua participação de mercado caiu ligeiramente nos anos posteriores, particularmente devido à competição com Coreia do Sul, China e Índia. Todavia, a indústria automotiva japonesa continua a florescer, sua participação de mercado cresceu novamente e no primeiro trimestre de 2008 a Toyota ultrapassou a americana General Motors para se tornar a maior fabricante de carros do mundo. O Japão é o terceiro maior mercado automotivo e, até a China recentemente ultrapassá-lo, era o maior produtor de carros do mundo. As exportações de carros ainda permanecem importantes para o país e é um dos pilares do plano de recuperação para a crise econômica.

## Linha do tempo da indústria automotiva japonesa
- 1907 - Hatsudoki Seizo. fundada
- 1911 - Kwaishinsha Motorcar Works fundada
- 1917 – Primeiro carro da Mitsubishi Motors
- 1918 – Primeiro carro da Isuzu
- 1920-1925 - Gorham/Lila – produção de automóveis iniciada (fundida com a Datsun)
- 1924-1927 - Otomo fundada
- 1931 - Mazda Mazdago – fundada pela Toyo Kogyo, posteriormente Mazda
- 1934-1957 - Ohta começou a produção de automóveis
- 1936 – Primeiro carro da Toyota (Toyota AA)
- 1952-1966 - Prince Motor Company (integrada com a Nissan)
- 1953-1967 - Hino Motors iniciou sua produção (fundida com a Toyota)
- 1954 – Primeiro carro da Subaru (Subaru P-1)
- 1955 – Primeiro carro da Suzuki (Suzulight)
- 1957 – Primeiro carro da Daihatsu (Daihatsu Midget)
- 1963 – Primeiro carro da Honda (Honda S500)
- 1966 – O carro mais vendido de todos os tempos, o Toyota Corolla, é lançado
- 1967 – A Associação dos Fabricantes Automotores do Japão é fundada
- 1967 - Mazda Cosmo 110S foi um dos primeiros carros de produção em massa com o motor Wankel
- 1980 – O Japão ultrapassou os Estados Unidos e tornou-se o maior produtor de automóveis
- 1981 - Restrições voluntárias de exportações de maio limitou as exportações para os Estados Unidos para 1,68 milhões de carros por ano; políticas semelhantes em alguns países da União Europeia[15]
- 1982 - Honda Accord tornou-se o primeiro carro japonês montado nos Estados Unidos na fábrica da Honda em Marysville, Ohio
- 1982 – Primeiro carro da Mitsuoka (BUBU shuttle 50)
- 1983 - Holden e Nissan formam uma parceria na Austrália; o Nissan Sunny (Sentra) lançado na fábrica da Nissan de Smyrna, Tennessee
- 1984 - Toyota inaugura a NUMMI, a primeira fábrica conjunta com a General Motors nos Estados Unidos
- 1986 - Acura é lançada nos Estados Unidos pela Honda
- 1988 - Daihatsu entra nos Estados Unidos (primeira vez que as nove fabricantes japonesas estão presentes); o Toyota Camry torna-se o terceiro carro fabricado na fábrica da Toyota de Elanger, Kentucky
- 1989 - Lexus é lançada nos Estados Unidos pela Toyota
- 1989 - Infiniti é lançada nos Estados Unidos pela Nissan
- 1989 - United Australian Automobile Industries (UAAI) é fundada na Austrália como uma parceria entre a Toyota e a Holden
- 1991 - Mazda HR-X é um dos primeiros veículos movidos a hidrogênio
- 1994 – O Japão cedeu o primeiro lugar na indústria automotiva nos Estados Unidos
- 1996 – Parceria UAAI é dissolvida
- 1997 - Toyota Prius foi o primeiro veículo híbrido de produção em massa
- 2003 - Scion é lançado pela Toyota
- 2006 – O Japão ultrapassou os Estados Unidos e tornou-se a maior fabricante de automóveis novamente
- 2008 – A Toyota ultrapassou a General Motors para se tornar a maior fabricante de carros do mundo
- 2009 – O Japão foi ultrapassado pela China e tornou-se o segundo maior fabricante de carros
- 2010 - Recalls dos veículos da Toyota de 2009 e 2010
- 2011 - Terremoto e tsunami de Tohoku afetam a produção.

## Volumes de produção dos fabricantes
Os dados seguintes são os volumes de produção de veículos por fabricantes japoneses, de acordo com a Associação dos Fabricantes Automotores do Japão (JAMA).
| Fabricante | 2007      | 2008      | 2009      | 2010      | 2011      | 2012      |
| ---------- | --------- | --------- | --------- | --------- | --------- | --------- |
| Toyota     | 3.849.353 | 3.631.146 | 2.543.715 | 2.993.714 | 2.473.546 | 3.170.289 |
| Nissan     | 982.870   | 1.095.661 | 780.495   | 1.008.160 | 1.004.666 | 1.035.726 |
| Honda      | 1.288.577 | 1.230.621 | 812.298   | 941.558   | 687.948   | 996.832   |
| Suzuki     | 1.061.767 | 1.059.456 | 758.057   | 915.391   | 811.689   | 896.781   |
| Mazda      | 952.290   | 1.038.725 | 693.598   | 893.323   | 798.060   | 830.294   |
| Daihatsu   | 648.289   | 641.322   | 551.275   | 534.586   | 479.956   | 633.887   |
| Subaru     | 403.428   | 460.515   | 357.276   | 437.443   | 366.518   | 551.812   |
| Mitsubishi | 758.038   | 770.667   | 365.447   | 586.187   | 536.142   | 448.598   |
| Outros     | 25        | 30        | 0         | 0         | 0         | 0         |
| Total      | 9.944.637 | 9.928.143 | 6.862.161 | 8.310.362 | 7.158.525 | 8.554.219 |

| Fabricante      | 2007      | 2008      | 2009    |
| --------------- | --------- | --------- | ------- |
| Toyota          | 291.008   | 271.544   | 178.954 |
| Suzuki          | 156.530   | 158.779   | 150.245 |
| Daihatsu        | 138.312   | 151.935   | 132.980 |
| Isuzu           | 236.619   | 250.692   | 118.033 |
| Nissan          | 188.788   | 189.005   | 109.601 |
| Mitsubishi      | 88.045    | 83.276    | 61.083  |
| Hino            | 101.909   | 101.037   | 62.197  |
| Subaru          | 72.422    | 64.401    | 51.123  |
| Mitsubishi Fuso | 131.055   | 115.573   | 49.485  |
| Honda           | 43.268    | 33.760    | 28.626  |
| Mazda           | 43.221    | 39.965    | 23.577  |
| UD Trucks       | 44.398    | 45.983    | 18.652  |
| Outros          | 2.445     | 2.449     | 545     |
| Total           | 1.538.020 | 1.508.399 | 985.101 |

| Fabricante      | 2007    | 2008    | 2009   |
| --------------- | ------- | ------- | ------ |
| Toyota          | 85.776  | 109.698 | 69.605 |
| Mitsubishi Fuso | 10.225  | 10.611  | 4.982  |
| Nissan          | 7.422   | 8.416   | 4.479  |
| Hino            | 4.984   | 5.179   | 4.473  |
| Isuzu           | 3.668   | 3.221   | 2.077  |
| UD Trucks       | 1.595   | 1.977   | 1.179  |
| Total           | 113.670 | 139.102 | 86.795 |